# 魏森海姆阿姆桑德
魏森海姆阿姆桑德（意为“沙地上的魏森海姆”）是德国莱茵兰-普法尔茨州的一个市镇。总面积13.72平方公里，总人口4349人，其中男性2099人，女性2250人（2011年12月31日），人口密度317人/平方公里。

## 历史
古时欧洲人用细沙来吸纸上多余的墨水，弗里德里希·席勒曾取此地的银色细沙作吸墨沙。